# El Pedregal (Costa Rica)
El sitio Pedregal es un sitio arqueológico que se encuentra en la cordillera de Guanacaste, en el noroeste de Costa Rica, en la provincia de Guanacaste, a 20 km de la frontera con Nicaragua. Esta región es parte del Área de Conservación Guanacaste –ACG-, inscrita a la lista del patrimonio mundial natural de la humanidad de la UNESCO desde 1999. El primer reporte del sitio fue en  1989 (Chavez Jímenez 1989) y aparece en la base de datos arqueológicos del Museo Nacional de Costa Rica bajo la clave G-540 Pd. 

## El yacimiento y su entorno

Figura 1: Vista aérea del Pedregal en el volcán Orosí

Se trata de un conjunto de aproximadamente 465 rocas decoradas por petroglifos, ubicadas al aire libre (Künne & Strecker, 2008, p.  17), diseminadas en sabanas de la falda Pacífica del volcán Orosí. La sabana principal cubre 93 hectáreas (Costa, Molina, Künne & Gelliot, p. 2019) (fig. 1). Se compone de una vegetación dispersa de arbustos que aparece como un inmenso claro situado entre los 400 y 800 metros de altitud. Contrasta con los diferentes tipos de bosque tropical que cubren según las alturas la falda del volcán (bosque seco de bajura, húmedo de las montañas y pluvial de las montañas) (Nuhn 1978).  

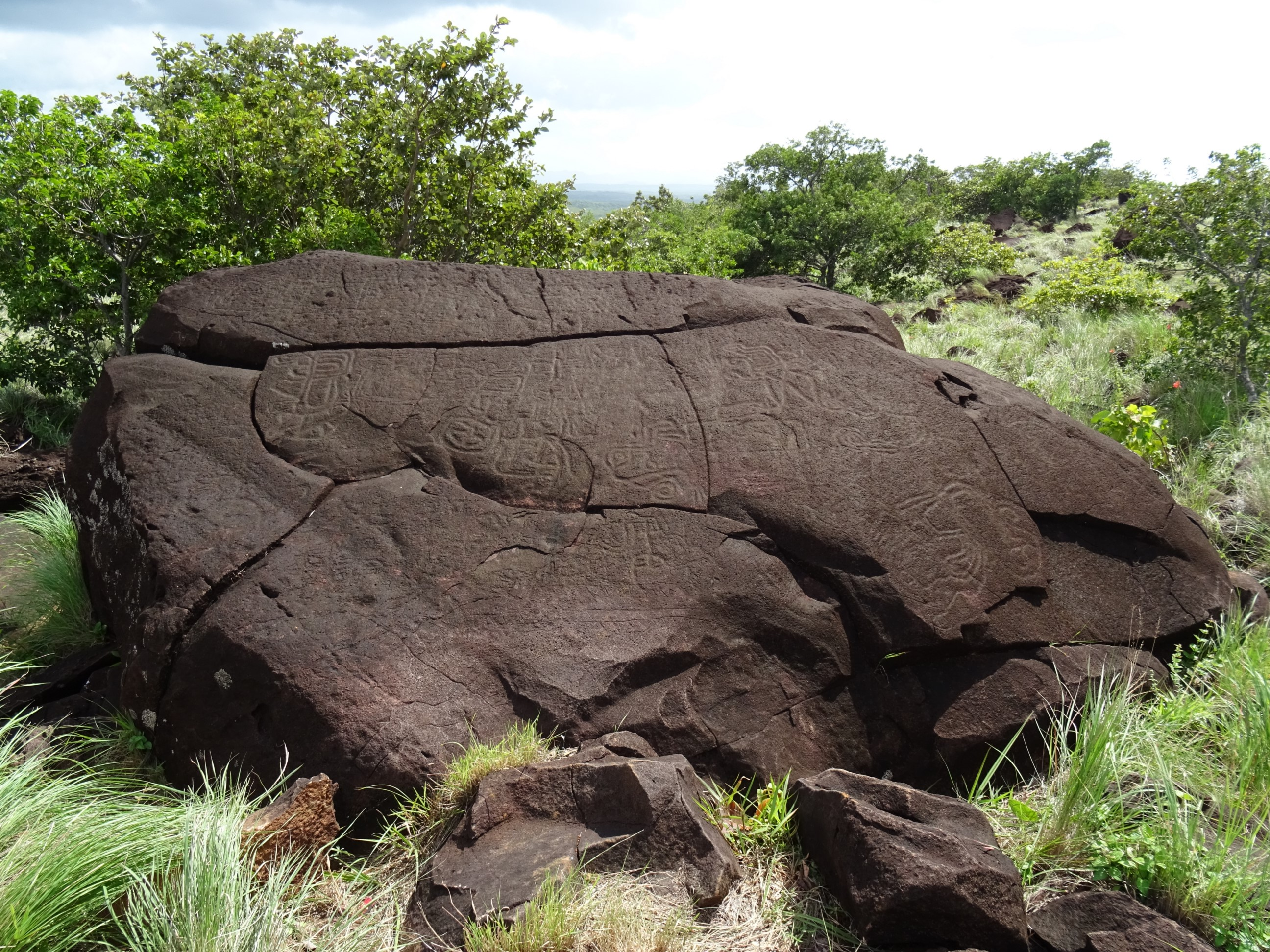
Figura 2: Roca grabada en el Pedregal

Las rocas decoradas tienen dimensiones variadas; una de las más grandes  mide 5,20 m de largo por 4,30 m de ancho y 2,10 m de alto (fig. 2); sin embargo, la mayoría no sobrepasa los 2 m de largo, 1 m de ancho por un  1 m de alto. Estas rocas están diseminadas en el seno de un caos rocoso compuesto de rocas de origen volcánico.
Por su gran cantidad de rocas decoradas y su extensión, el Pedregal es uno de los yacimientos rupestres más imponente de Costa Rica y de los principales en Centroamérica.

## Las manifestaciones gráficas rupestres
En el Pedregal se pueden apreciar motivos geométricos (espirales, cruces concéntricos, grecas, composiciones de cuadros, círculos concéntricos, entre otros), asimismo diseños de carácter más curvilíneo que pueden formar composiciones complejas, y oquedades. 
Los motivos figurativos del sitio incluyen rostros y cabezas así como seres antropomorfos incluso personajes con indumentaria o decoración en composición con otras imágenes. Aunque algunos seres antropomorfos aparecen en una posición dinámica, la interactuación de las figuras es muy limitada. 
Se aprecian también zoomorfos como serpientes (fig. 3), dantas, lagartos o cocodrilos,  entre otros y no se descarta la presencia de motivos fitomorfos.

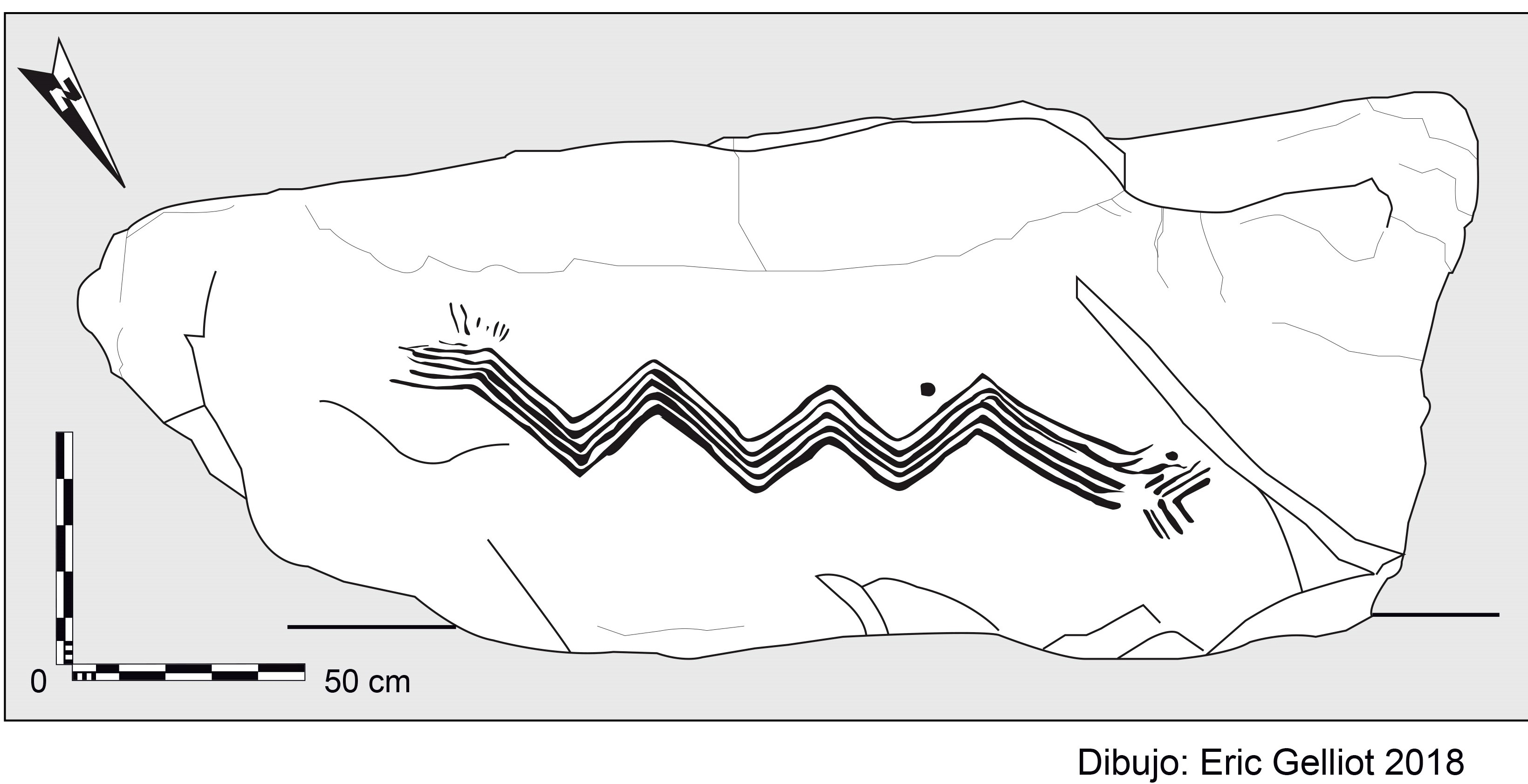
Figura 3: Dibujo de un zoomorfo (serpiente) del Pedregal

La iconografía del Pedregal atestigua las interacciones culturales que han experimentado las antiguas poblaciones indígenas de Costa Rica y denota una fuerte tradición rupestre local, evidenciando motivos de influencia mesoamericana y otros similares a los sureños.
Existe una considerable cantidad de petroglifos que puede ser reconocida en las cerámicas del Pacífico Norte. En base a las iconografías clasificadas, se estima que la producción de petroglifos podría haber empezado en el periodo Tempisque (500 a. C.-300 d. C.), antes de que se prolongara hasta los periodos Sapoá-Ometepe (800-1530 d. C.) (Stone & Künne, 2003, p. 205; Künne & Baker, 2016, p. 273).

## Estudios realizados
En 1993 los arqueólogos Ellen Hardy y Ricardo Vázquez (1993) iniciaron una primera investigación sistemática en el sitio realizado por el Proyecto Arqueológico Volcán Orosí (PAVO), apoyado por la University of California Los Angeles (UCLA) y el Museo Nacional de Costa Rica (MNCR). El PAVO documentó 324 rocas decoradas hasta 2008, integradas a un primer sistema de información geográfica (SIG). Los resultados de su investigación dieron lugar a una conferencia en el  Annual Meeting for the Society for American Archaeology (SAA) en abril de 1994.  
En  2018, el yacimiento está estudiado por el Proyecto Arqueológico Guanacaste (PRAG) cuyo objetivo principal es entender el papel del sitio entre las articulaciones transculturales de la región arqueológica de la Gran Nicoya (Costa et al., 2019). El PRAG está montando un nuevo SIG apoyándose en los primeros trabajos de Hardy y Vázquez. El uso de un dron permitió realizar más de 2000 ortofotografías. Sobre esta base, se generó una ortofotografía georeferenciada de alta definición de las 93 hectáreas de la sabana del Pedregal. Además, se hicieron por medio de la fotogrametría, modelos tridimensionales de treinta rocas decoradas. Una serie de visitas virtuales está en elaboración. 
El PRAG es un proyecto franco-alemán-costarricense respaldado por los Museos del Banco Central de Costa Rica (MBCCR), el Área de Conservación Guanacaste (ACG), la Rheinische Friedrich-Wilhelms-Universität Bonn, la Deutsche Altamerika Stiftung (DAS), el Institut Francais d‘Amérique Centrale (IFAC) y el Laboratoire d’Archéologie des Amériques (ArchAm, UMR 8096). Otros colaboradores son el Museo Nacional de Costa Rica, el Centro de Estudios Mexicanos y Centroamericanos (CEMCA) y el Institut National de Recherches Archéologiques Préventives (INRAP). 
Este proyecto tiene una duración de 5 años y está articulado en diversas etapas que abarcan tanto las prospecciones, como sondeos de excavación y estudios con nuevas tecnologías, a cargo de los arqueólogos Philippe Costa, Priscilla Molina Muñoz, Martin Künne y Eric Gelliot; se pretende que él mismo no olo quede en el plano de la investigación, sino que tenga una nivel de promoción más extenso los años siguientes. 